# Кагылькы
Кагылькы (устар. Кагыль-Кы) — река в России, протекает по территории Ямало-Ненецкого автономного округа, правый приток Большой Тотыдэоттаяхи.
Длина реки составляет 44 км.
Вытекает из озера Кагыльто на высоте 63 м над уровнем моря в урочище Корылькыльняры. Течёт на северо-восток. Устье реки находится в 158 км по правому берегу реки Большая Тотыдэоттаяха на высоте 22 м над уровнем моря.
В 6 км от устья по правому берегу впадает река Таккылькагылькы.

## Данные водного реестра
По данным государственного водного реестра России относится к Нижнеобскому бассейновому округу, водохозяйственный участок реки — Таз. Речной бассейн реки — Таз.
Код объекта в государственном водном реестре — 15050000112115300070974.